# Roccamontepiano
Roccamontepiano est une commune de la province de Chieti dans la région Abruzzes en Italie.

## Administration
| Période                                  | Période  | Identité      | Étiquette       | Qualité |
| ---------------------------------------- | -------- | ------------- | --------------- | ------- |
| 28 mai 2002                              | En cours | Adamo Carulli | Centro-Sinistra |         |
| Les données manquantes sont à compléter. |          |               |                 |         |

### Hameaux
Terranova, Pomaro, Sant'Angelo, Reginaldo

### Communes limitrophes
Bucchianico, Casalincontrada, Fara Filiorum Petri, Pretoro, Serramonacesca (PE)